# Machadinho
Machadinho es un municipio brasileño del estado de Rio Grande do Sul.

## Ubicación
Se encuentra ubicado a una latitud de 27º34'01" Sur y una longitud de 51º40'04" Oeste, estando a una altitud de 757 metros sobre el nivel del mar. Su población estimada para el año 2004 era de 4.902 habitantes.
Ocupa una superficie de 333,55 km².
- Datos: Q1757409
- Multimedia: Machadinho / Q1757409